# 亞基米夫卡

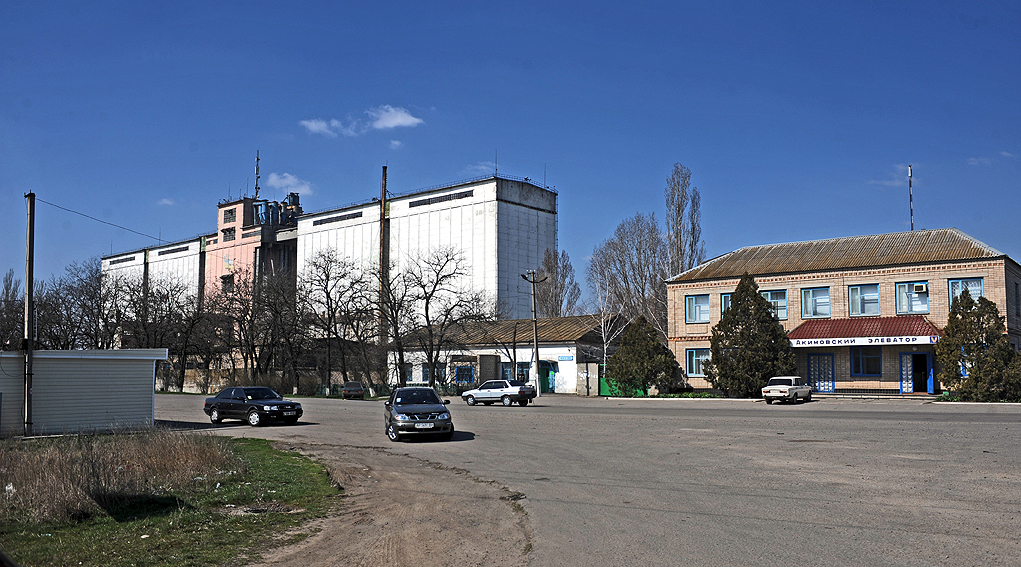
亞基米夫卡

亞基米夫卡（羅馬化：Yakymivka），又按俄语名译为阿基莫夫卡（羅馬化：Akimovka），是烏克蘭東南部扎波羅熱州梅利托波爾區亚基米夫卡市镇内的市級鎮及其行政中心。距離扎波羅熱149公里，始建於1833年，面積8.98平方公里，2012年人口11,952，人口密度每平方公里1,331人。俄羅斯入侵烏克蘭後，當地被俄羅斯佔領。